# Pomnik Franciszka Mączyńskiego w Krakowie
Pomnik Franciszka Mączyńskiego – pomnik znajdujący się w Krakowie przy ul. Kopernika 26, za apsydą kościoła Najświętszego Serca Pana Jezusa.
Pomnik ten, półpostać z brązu, trzymająca w prawej ręce model kościoła, stojąca na granitowym postumencie, to dzieło Xawerego Dunikowskiego. Powstał w 1912 roku.
Upamiętnia Franciszka Mączyńskiego, architekta, projektanta wielu budynków, także kościoła obok którego postawiono ten pomnik.
Na cokole znajduje się tablica z inskrypcją:
TWÓRCA    TEJ    ŚWIĄTYNI

FRANCISZEK   MĄCZYŃSKI

*1874       +1947